# Record de France du décathlon
Pour un article plus général, voir Records de France d'athlétisme.
Le record de France  du décathlon est actuellement détenu par Kévin Mayer, auteur de 9 126 points les 15 et 16 septembre 2018 lors du Décastar de Talence, en France. C'est également le record du monde.

## Chronologie du record de France
| Performance | Athlète | Date              | Lieu             |
| ----------- | --- | ----------------- | ---------------- |
| 5 890 pts   | Hervé Mahé | 12 juillet 1936   | Colombes         |
| 6 145 pts   | Jean Balezo | 20 mai 1944       | Lyon             |
| 6 316 pts   | Pierre Sprecher | 20 juillet 1946   | Colombes         |
| 6 496 pts   | Pierre Sprecher | 23 août 1946      | Oslo             |
| 6 687 pts   | Ignace Heinrich | 10 juillet 1948   | Colombes         |
| 6 974 pts   | Ignace Heinrich | 05 août 1948      | Londres          |
| 7 165 pts   | Ignace Heinrich | 06 août 1949      | Paris            |
| 7 364 pts   | Ignace Heinrich | 24 août 1950      | Bruxelles        |
| 7 476 pts   | Ignace Heinrich | 29 juillet 1951   | Reykjavik        |
| 6 891 pts   | René-Jean Monneret | 22 juin 1963      | Melun            |
| 7 197 pts   | Bernard Castang | 03 juillet 1965   | Berne            |
| 7 505 pts   | Bernard Castang | 30 juillet 1966   | Thonon-les-Bains |
| 7 580 pts   | Bernard Castang | 05 août 1967      | Viry-Châtillon   |
| 7 658 pts   | Yves Le Roy | 17 juillet 1971   | Saint-Denis      |
| 7 835 pts   | Yves Le Roy | 15 juillet 1972   | Colombes         |
| 7 870 pts   | Yves Le Roy | 26 mai 1973       | Paris            |
| 8 140 pts   | Yves Le Roy | 14 juillet 1973   | Colombes         |
| 8 146 pts   | Yves Le Roy | 06 septembre 1974 | Rome             |
| 8 229 pts   | Yves Le Roy | 28 septembre 1974 | Colombes         |
| 8 161 pts   | Thierry Dubois | 26 mai 1979       | Götzis           |
| 8 266 pts   | William Motti | 08 août 1984      | Los Angeles      |
| 8 306 pts   | William Motti | 06 juillet 1985   | Athis-Mons       |
| 8 306 pts   | 11 s 03 - 7,63 m - 15,11 m - 2,16 m – 48 s 43 // 14 s 75 - 45,98 m - 4,40 m - 63,38 m - 4 min 43 s 06                                                                                         |                   |                  |
| 8 315 pts   | Christian Plaziat | 04 juillet 1987   | Arles            |
| 8 315 pts   | 10 s 70 - 7,38 m - 14,50 m - 2,07 m – 49 s 31 // 14 s 15 - 44,58 m - 4,80 m - 54,64 m - 4 min 23 s 59                                                                                         |                   |                  |
| 8 349 pts   | Christian Plaziat | 18 juin 1988      | Götzis           |
| 8 349 pts   | 10 s 81 - 7,53 m - 14,57 m - 2,08 m – 47 s 73 // 14 s 34 - 43,02 m - 4,90 m - 53,70 m - 4 min 27 s 73                                                                                         |                   |                  |
| 8 512 pts   | Christian Plaziat | 16 juillet 1988   | Talence          |
| 8 512 pts   | 10 s 69 - 7,74 m - 13,51 m - 2,16 m – 48 s 16 // 14 s 15 - 43,74 m - 4,90 m - 55,76 m - 4 min 24 s 01                                                                                         |                   |                  |
| 8 525 pts   | Christian Plaziat | 30 juin 1990      | Talence          |
| 8 525 pts   | 10 s 55 - 7,78 m - 13,87 m - 2,10 m – 48 s 27 // 14 s 06 - 45,24 m - 4,90 m - 54,56 m - 4 min 26 s 11                                                                                         |                   |                  |
| 8 574 pts   | Christian Plaziat | 28 août 1990      | Split            |
| 8 574 pts   | 10 s 72 - 7,77 m - 14,19 m - 2,10 m – 47 s 10 // 13 s 98 - 44,36 m - 5,00 m - 54,72 m - 4 min 27 s 83                                                                                         |                   |                  |
| 8 834 pts   | Kévin Mayer | 18 août 2016      | Rio de Janeiro   |
| 8 834 pts   | 10 s 81 - 7,60 m - 15,76 m - 2,04 m – 48 s 28 // 14 s 02 - 46,78 m - 5,40 m - 65,04 m - 4 min 25 s 49                                                                                         |                   |                  |
| 9 126 pts   | Kévin Mayer | 16 septembre 2018 | Talence          |
| 9 126 pts   | 10 s 55 (100 m), 7,80 m (longueur), 16,00 m (poids), 2,05 m (hauteur), 48 s 42 (400 m) / 13 s 75 (110 m haies), 50,54 m (disque), 5,45 m (perche), 71,90 m (javelot), 4 min 36 s 11 (1 500 m) |                   |                  |

## Sources
- DocAthlé2003, Fédération française d'athlétisme, p.53
- Chronologies des records de France seniors plein air sur cdm.athle.com